# Datorspelsåret 1990

## Händelser

### Juni
- Juni - Nystartade Nintendo of Europe förlägger sin filial till Großostheim i Bayern i Västtyskland.[1]

### Augusti
- Augusti - I Sverige startas speltidningen, "Nintendo-Magasinet", koncentrerad till Nintendospel och serier.

### Oktober

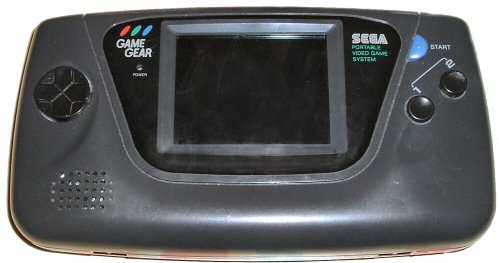
Sega Game Gear

- 6 oktober - Sega lanserar den bärbara spelmaskinen Sega Game Gear i Japan.

### November
- 3 november - Onlinetjänsten Sega Meganet till Sega Mega Drive lanseras i Japan[2]

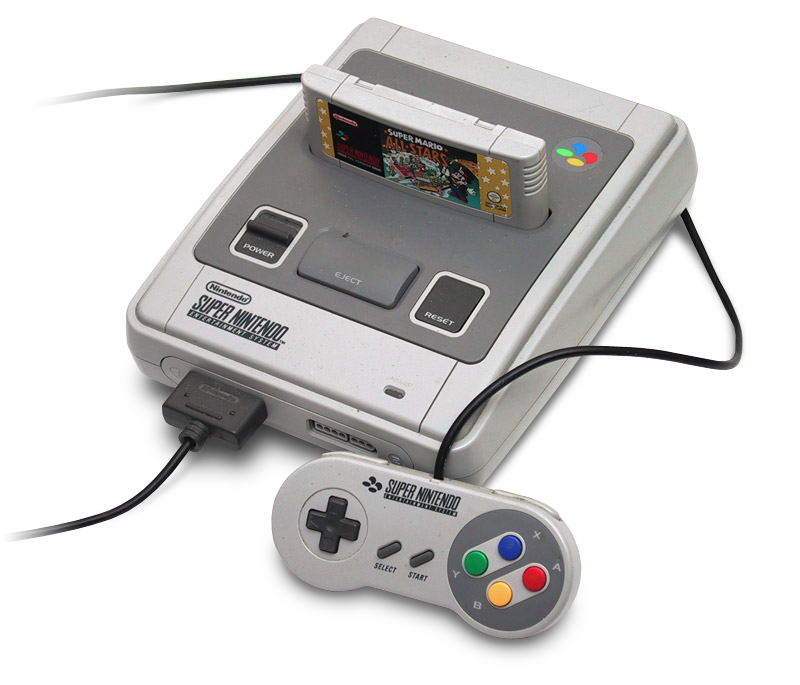
Super Famicom

- 21 november - Nintendo lanserar hemkonsolen Super Famicom ("Super NES") i Japan.
- 30 november - Sega lanserar hemkonsolen Sega Mega Drive till Brittiska öarna och påbörjar därmed konsolens lansering i Europa.

## Spel släppta år1990
- Infogrames släpper Alpha Waves, det första 3D-plattformsspelet.[3]

### Atari ST
- Teenage Mutant Ninja Turtles II: The Arcade Game

### Game Boy
- Teenage Mutant Ninja Turtles: Fall of the Foot Clan

### MS DOS
- Wing Commander

### NES
- 12 februari: Nintendo lanserar NES-spelet Super Mario Bros. 3 i USA, Kanada och Mexiko.
- Solstice: The Quest for the Staff of Demnos
- StarTropics
- Teenage Mutant Ninja Turtles II: The Arcade Game

## Födda
- 17 maj – Aleksej Janusjevskij, vitrysk professionell datorspelare.

### Fotnoter
1. ↑  Lindell, Martin. ”Nintendo så in i Norden”. 8 bitar på 80-talet (2014). sid. 43. Läst 21 juli 2014
2. ↑  Adam Redsell (20 maj 2012). ”Sega a Soothsayer of the Games Industr” (på engelska). IGN. http://www.ign.com/articles/2012/05/20/sega-a-soothsayer-of-the-games-industry. Läst 19 maj 2015.
3. ↑  Christophe de Dinechin (9 november 2007). ”Grenouille Bouillie: The dawn of 3D games”. Grenouille-bouillie.blogspot.com. http://grenouille-bouillie.blogspot.com/2007/10/dawn-of-3d-games.html. Läst 8 november 2011.